# Дацзі
Дацзі (妲己, *невідомо — 1046 до н. е.) — улюблена наложниця давньокитайського царя Чжоу, останнього правителя династії Шан. Про історичну Дацзі майже нічого невідомо. Можливо, вона командувала військами Чжоу. Мала місцевий культ як дух-лисиця, проти якого боролися даоси. У легендах і мистецтві її образ украй негативний, вона зображається як зла лисиця-перевертень, спокусниця та маніпуляторка. Як описано в історичних хроніках і особливо в романі «Канонізація божеств», своїми дорогими забаганками та жорстокістю вона призвела до загибелі династії Шан.

## Легендарна біографія
Про життя Дацзі відомо з легенд і здебільшого важко розрізнити де в її біографії правда, а де вигадка. Ранні записи згадували про неї як про просто жорстоку жінку, а починаючи з періоду Південних і Північних династій Дацзі описували як втілення дев'ятихвостої лисиці (цзювейху 九尾狐). В деяких легендах Дацзі замінюється на Мейсі, наложницю царя Цзє, останнього правителя династії Ся, що жив на пів століття раніше.
Жила наприкінці династії Шан, у XI ст. до н. е. Дацзі походила зі знатного роду царя Су (有蘇). За несплату данини цар Чжоу пішов війною на Су і той відкупився, подарувавши Чжоу свою дочку. Богиня Нюйва покарала царя Чжоу за його блюзнірство, підіславши до нього лисицю-перевертня. Дорогою до столиці лисиця-перевертень убила Дацзі та вселилася в її тіло. Чжоу надзвичайно закохався в Дацзі і почав нехтувати державними справами, приділяючи час їй. Чжоу забезпечував її вишуканими подарунками, збудував для неї звіринець із рідкісними видами птахів і тварин, потурав її «несерйозним» музичним смакам. За його наказом багато людей примусили будувати дорогі архітектурні витвори: «Зоряну вежу», «Оленячу терасу» та «Оленячий сад».
Дацзі любила влаштовувати оргії та жорстокі розваги в палаці Чжоу. Вона наказала посилити покарання, щоб цар довів цим свою силу. Дацзі допомагали двоє інших перевертнів: Нефритова Піпа та Дев'ятиголовий Фазан. Вони теж стали наложницями Чжоу та більше не слухалися Нюйви, задовільняючи власні бажання.
Коли Цзі Фа переміг царя Чжоу, кат не наважився стратити Дацзі через її красу. Тоді Цзан Цзія вбив її чарівним мечем. Історик Сима Цянь лише коротко згадує Дацзі та її страту, що відбулася після вбивства Чжоу. Згідно з «Біографіями взірцевих жінок» Лю Сяна, її відрізану голову повісили на маленькому білому прапорі, щоб символізувати те, як вона стала причиною краху династії. Інші джерела стверджують, що вона покінчила життя самогубством шляхом удушення.
Їй приписується винайдення перев'язування ніг, — вона нібито робила так, щоб приховати свої лисячі лапки.

## Злочини Дацзі

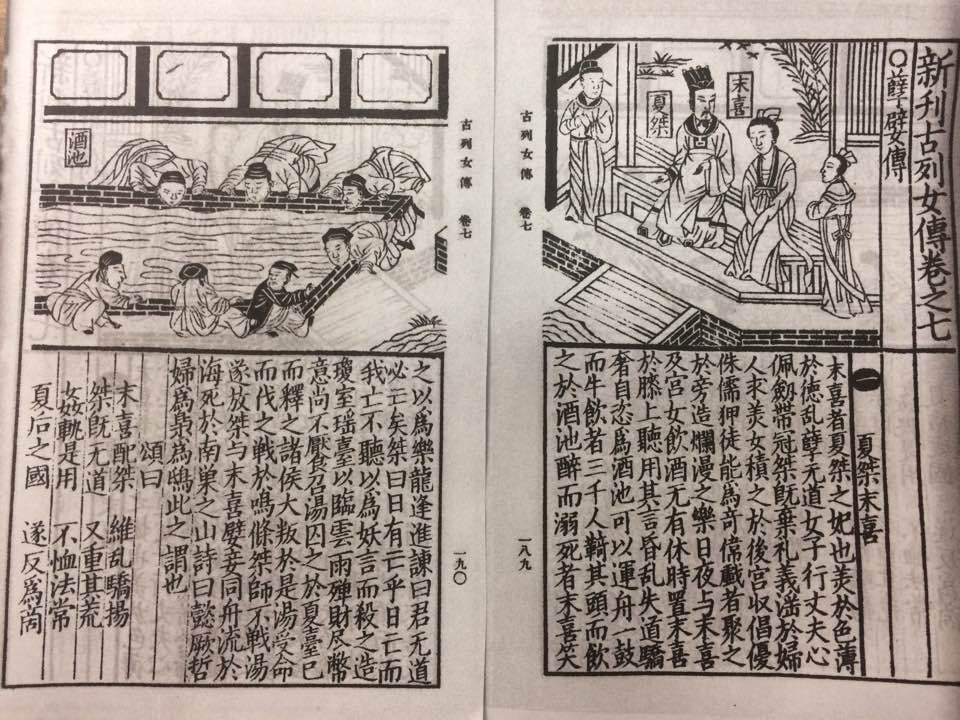
Цзє, Мейсі та ставок вина

З писемних джерел Дацзі сумнозвісна своїми жорстокими винаходами та сміялася, дивлячись на влаштовані нею страти.
За її ідеєю цар Чжоу створив «ставок вина і ліс м'яса». Спеціальний басейн був наповнений вином (або чимось на кшталт пива), а навколо розвішали в'ялене м'ясо. 50 служниць і 50 євнухів змусили роздягнутися, пити зі ставка та їсти м'ясо, і грати в різні ігри. Щодня одну пару вбивали та робили з неї м'ясну пульпу. Подібний епізод згадується також за участю царя Цзє та його наложниці Мейсі.
Басейн справді існував і був знайдений у 1999 році в провінції Хенань, у першій столиці династії Шан. Його довжина складала приблизно 130 метрів, ширина — 20 метрів, а глибина — 1,5 метра. Басейн сполучався з річкою. Ймовірно, його оточував палацовий сад.
Якось Дацзі розгнівалася на 72-х служниць цариці, бо вони були засмучені зникненням інших придворних. Дацзі наказала зібрати з кожного обійстя в столиці 4 змії та 4 павуки, вкинути їх у яму, а потім вкинути туди служниць, яким перед цим поголили голови, зв'язали їх разом і розірвали їхній одяг. Потім вона страчувала й інших людей у тій самій ямі.
Одного разу вона помітила фермера, який йшов по льоду босоніж, і наказала відрізати йому ноги, щоб зрозуміти, чому йому не холодно. В іншій історії Дацзі розрізала живіт вагітній жінці, щоб дізнатися, чи вгадала вона стать дитини. Вона наказала вирізати серце дядькові Чжоу, Бі Ганю, щоб перевірити правдивість прислів'я «серце доброї людини має сім отворів».
Дацзі винайшла бронзову жарівню — довгий бронзовий циліндр, обмащений олією, покладений над палаючим вугіллям. Жертву змушували пройти по циліндру. Коли вона послизалася, то падала на вугілля і згоряла.

## Трактування образу

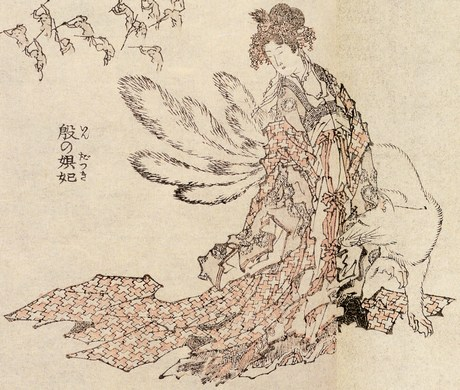
На японському малюнку, кінець XVIII - початок XIX ст.

Багато істориків, у тому числі Сима Цянь у «Історичних записах», писав про царя Чжоу, що він був жорстоким тираном, бо «дотримувався слів Дацзі». Роман «Канонізація божеств» подає історію гіперболізовано та з фантастичними елементами, ще виразніше показуючи Дацзі як лиходійку.
Асоціація Дацзі з лисицями пов'язана з культом лисиць. У I—III ст. н. е. вони стали вважатися в Китаї демонічними тваринами, на яких їздять привиди. Водночас дев'ятихвоста лисиця була однією з іпостасей богині Сі Ван Му. У IX—X ст. даоси здійснювали обряди екзорцизму «лисячих демонів», хоча місцеве вшанування духів лисиць відбувалося ще в XX ст. у малих храмах. Імператорський указ 1111 року призначав знищити понад тисячу святилищ лисиць в окрузі Кайфен. Серед них — святилища на честь Дацзі.
Згідно з Інститутом історії та філології, Тайвань, історична Дацзі могла супроводжувати царя в військових походах, оскільки за династії Шан становище знатних жінок у суспільстві було вищим, ніж пізніше. Про Мейсі в писемних пам'ятках згадується, що вона «носила меч і чоловічий капелюх». Ці свідчення підтверджує знайдена в 1979 році гробниця Фу Хао, дружини царя з династії Шан, що жила раніше за Дацзі. Похована з нею зброя спонукала переглянути становище Дацзі. Дослідники припустили, що вона могла не бути подарунком для правителя, а очолювала його військо. Проте, її дії під час війни проти Цзі Фа все одно спричинили ненависть народу і люди зраділи її смерті (військові походи Чжоу проти сусідніх племен у 1052 та 1050 роках до н. е. були невдалими).

## У літературі

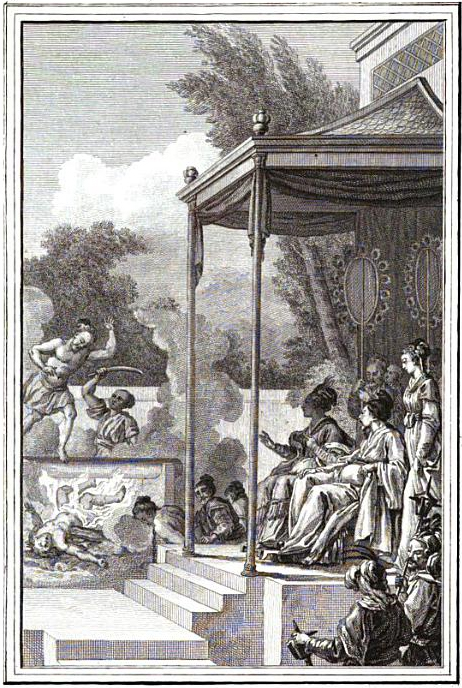
Дацзі та Чжоу дивляться на страту на бронзовій жарівні. Французька гравюра, 1788 р.

У «Канонізації божеств» Дацзі фігурує як головна антагоністка. Богиня Нюйва доручила духу лисиці покарати царя Чжоу за те, що він проявив блюзнірство, заявивши, що хоче одружитися з Нюйвою. За знищення царя та його країни лисиця повинна була отримати безсмертя. У перших розділах роману дух лисиці вселяється в тіло загиблої Дацзі й далі діє під її виглядом.
Тоді як у «Канонізації божеств» для її вбивства потрібна магічна зброя, у інших текстах для викриття суті та знищення Дацзі потрібні дзеркала.

## У масовій культурі
Дацзі — персонажка численних адаптацій «Канонізації божеств», як «Ліга богів» (2016), «Лисячий дух Дацзі» (2018), «Нечжа» (2022), «Канонізація божеств» (2023) та ін. Перша поява в кіно відбулася в фільмі «Чудовий провісник» (1963). Другий епізод аніме «Розкрадачка гробниць: Легенда Лари Крофт» продовжує міф про Дацзі. Дацзі — один з класичних прикладів фатальної жінки. Однак, у фільмі «Канонізація божеств» (2023) Дацзі зображена як невинна істота, що не відрізняє добро від зла.
Дацзі — одна з героїнь, за яких можна грати в Smite, додана в 2017 році. В Warriors Orochi вона стратег і права рука Орочі, Дацзі обманює і зраджує своїх союзників заради розваги. У Warriors Orochi 2 вона легко вгадує стратегії Тайгон Вана та звільняє Зміїного Царя Орочі з в'язниці, тому що співчувала йому. Дацзі з'являється як генерал, яким гравці можуть керувати, в стратегічній грі War of Legends.
В італійському коміксі «Детективне агентство Карло Лоренціні», де фігурують різні відомі літературні персонажі, Кіт і Лисиця (персонажі казки «Піноккіо») викрадають Ґуаньїнь для експлуатації на підпільній фабриці, та це виявляється Дацзі.